# Irreligiosità in Italia
██ Cattolicesimo (74,4%)
██ Non religiosi/atei/agnostici (22,6%)
██ Altre religioni (3%)
L'Irreligiosità in Italia include gli atei, gli agnostici e le varie forme di irreligiosità, compresi i credenti senza religione di riferimento, diffuse tra i cittadini italiani e i residenti in Italia. 
Circa il 22% degli italiani rientrano in queste categorie, pertanto l'irreligiosità costituisce la seconda religione italiana dopo il Cattolicesimo.

## Storia

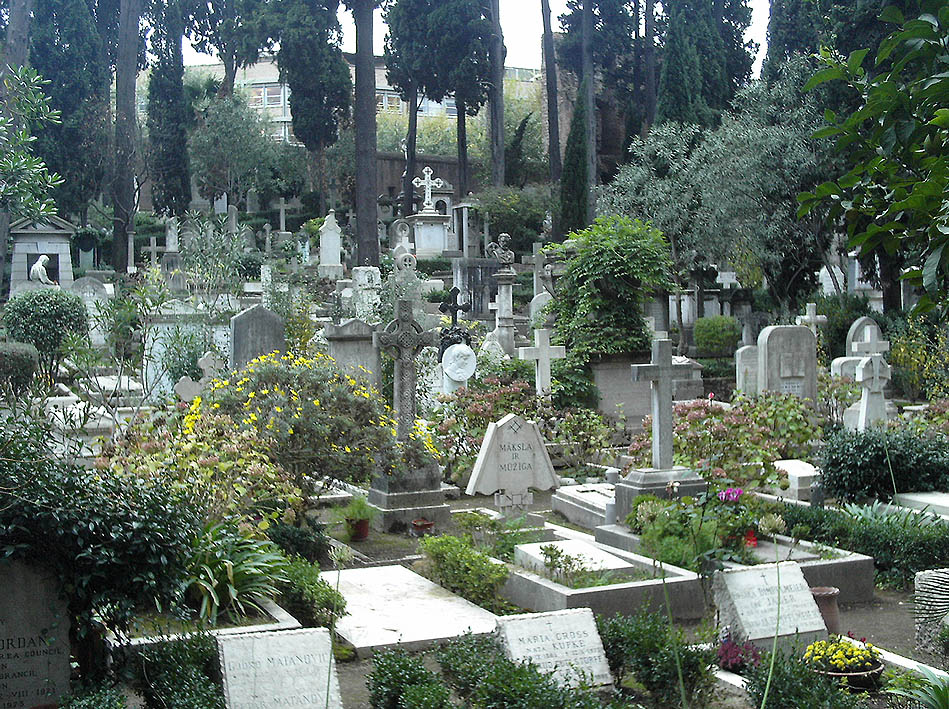
Il Cimitero acattolico di Roma fu costruito nel 1716 per ospitare le spoglie di stranieri non cattolici, principalmente protestanti, che non potevano essere sepolti con funerale cattolico, ma ospita anche le tombe di celebri personalità atee

Le prime fonti storiche che citano l'ateismo in Italia risalgono agli anni 1550 
Durante il Rinascimento italiano, l'Italia divenne un importante centro della prima filosofia secolare. Lucilio Vanini rappresentò una delle prime voci del secolarismo italiano. 
In questo periodo la Santa Inquisizione veneziana cercò di combattere l'irreligiosità.
Nel XX secolo si annoverano alcuni filosofi italiani irreligiosi come Giuseppe Rensi, critici nei confronti della religione.

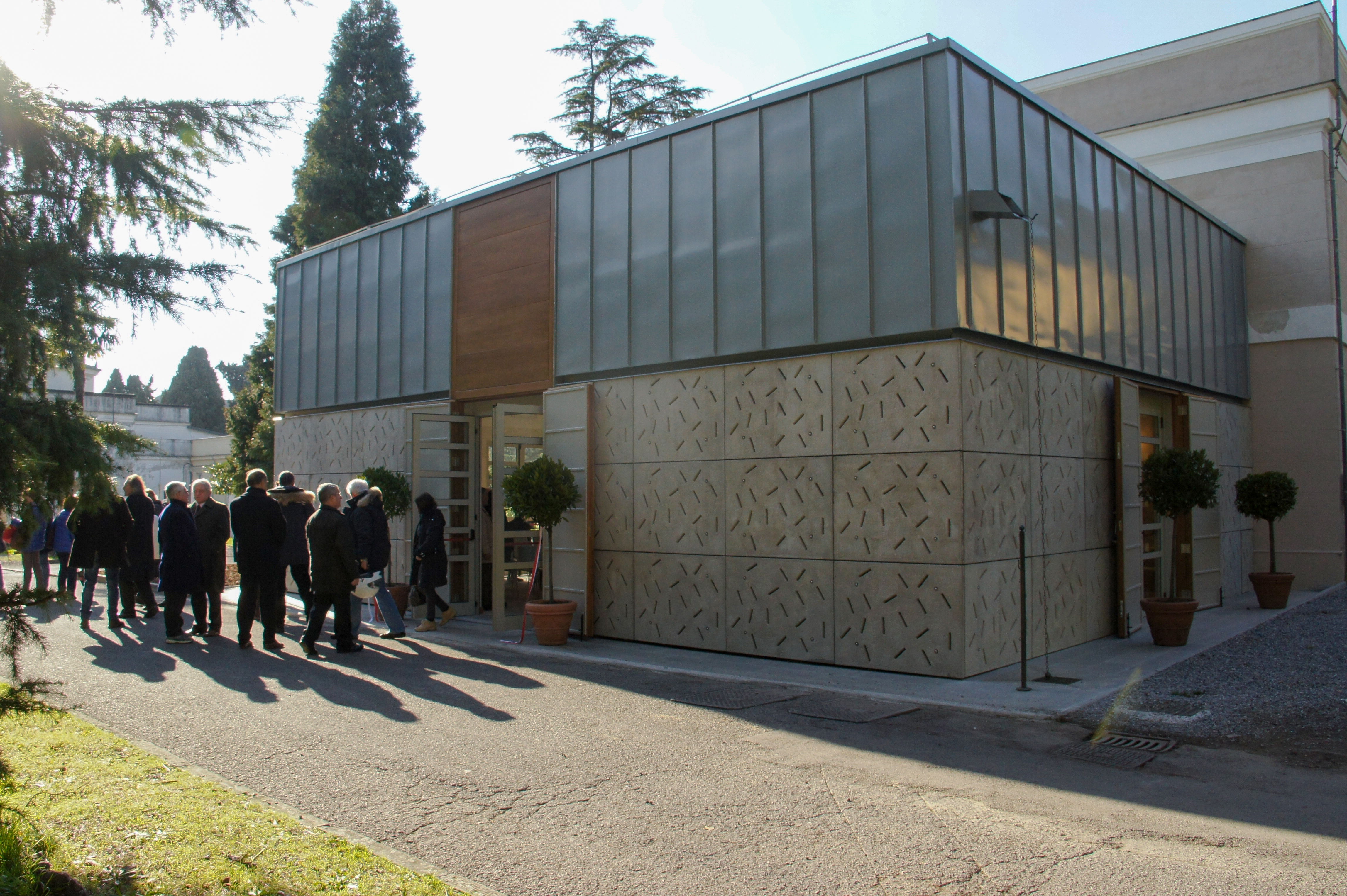
Tempio laico presso il cimitero monumentale di Staglieno a Genova

Sebbene il principio di indipendenza tra stato e chiesa cattolica fosse già presente nell'articolo 7 della costituzione fin dal 1948, si arrivò ad una piena laicità dello stato solo con la revisione dei Patti Lateranensi del 1984 (Protocollo addizionale, punto 1) e con la sentenza 203/1989 della Corte Costituzionale.

## Statistiche

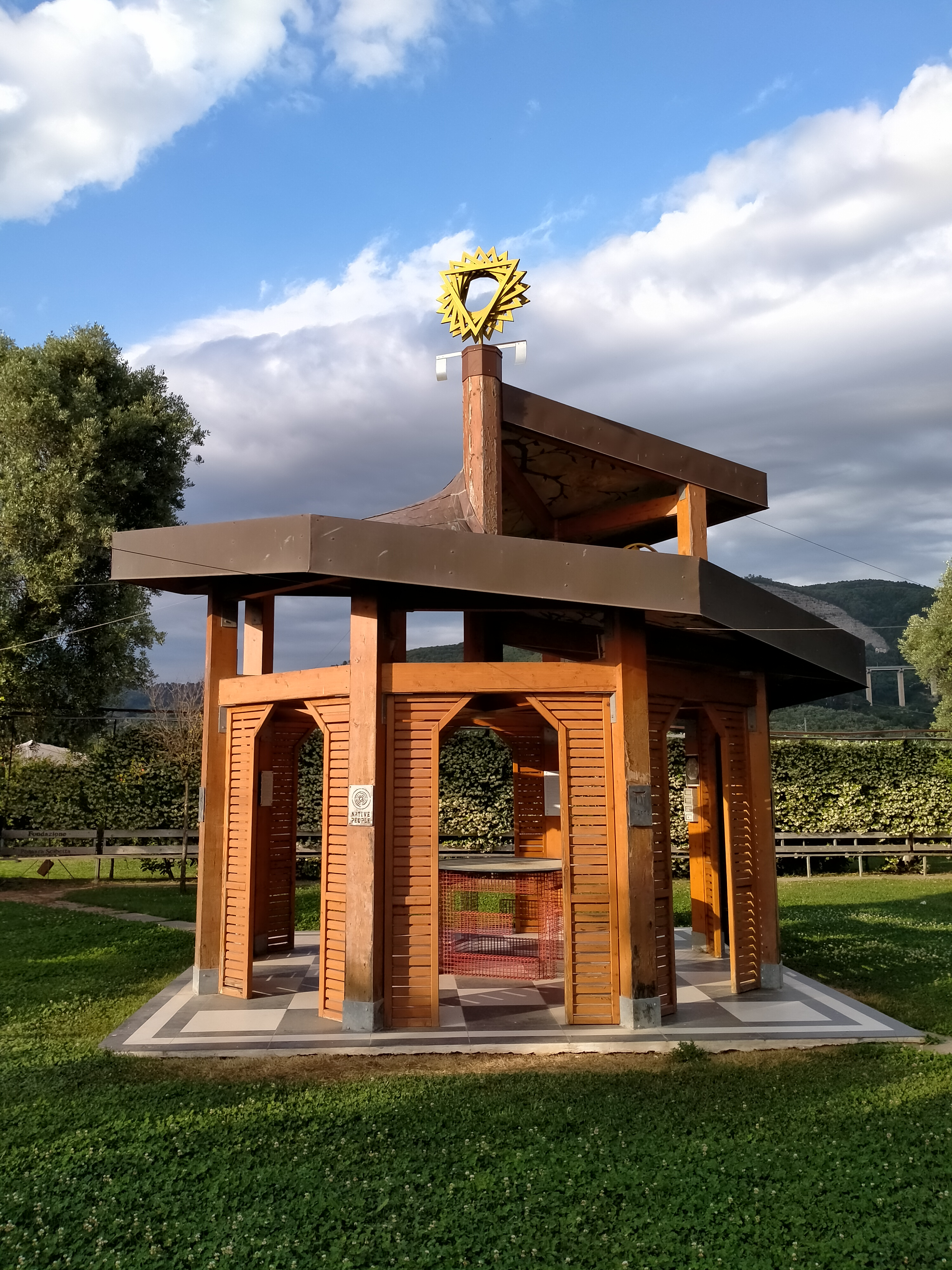
Tempio Sincretico di Meditazione Universale Sant'Oliva, realizzato dalla Fondazione Scibetta a Massarosa (LU). Intitolato a una santa venerata sia da cristiani che da musulmani, presenta riferimenti a numerose religioni e filosofie.

Secondo il sondaggio SWG del 2021, i credenti senza religione di riferimento sarebbero l'8% della popolazione. Essi sono costituiti da variegate forme di spiritualità non istituzionale, come ad esempio i deisti.
Non vi sono dati precisi circa la consistenza numerica degli atei e degli agnostici, in quanto entrambe le categorie sono spesso mescolate tra loro e con la categoria generica dei non religiosi (che può comprendere anche credenti che non si identificano in nessuna religione istituzionale).
Secondo il sondaggio Ipsos del 2017, gli italiani che non si identificano in nessuna religione (compresi credenti che non aderiscono nessun culto in particolare, atei e agnostici) sarebbero il 22.6% degli italiani, pari a circa 13 milioni di persone,

## Associazionismo

Manifesto affisso a Roma nell'ambito della campagna pubblicitaria dell'UAAR nel 2014

In Italia esistono alcune organizzazioni di ateismo, umanesimo secolare e agnosticismo, quali l'Unione degli atei e degli agnostici razionalisti e l'Associazione nazionale del libero pensiero "Giordano Bruno".